# Віньяте
Віньяте (італ. Vignate) — муніципалітет в Італії, у регіоні Ломбардія,  метрополійне місто Мілан.
Віньяте розташоване на відстані близько 480 км на північний захід від Рима, 15 км на схід від Мілана.
Населення — 9138 осіб (2012).
Щорічний фестиваль відбувається 7 грудня. Покровитель — Sant'Ambrogio.

## Демографія
Населення за роками:

Станом на 1 січня 2023 року в муніципалітеті офіційно проживали 822 іноземці з 58 країн, серед них 283 громадяни країн Євросоюзу та 36 громадян України.

## Сусідні муніципалітети
- Кассіна-де'-Пеккі
- Чернуско-суль-Навільйо
- Ліскате
- Мельцо
- Родано
- Сеттала